# Cryptanthus fosterianus
Cryptanthus fosterianus är en gräsväxtart som beskrevs av Lyman Bradford Smith. Cryptanthus fosterianus ingår i släktet Cryptanthus, och familjen Bromeliaceae. Inga underarter finns listade i Catalogue of Life.

## Bildgalleri

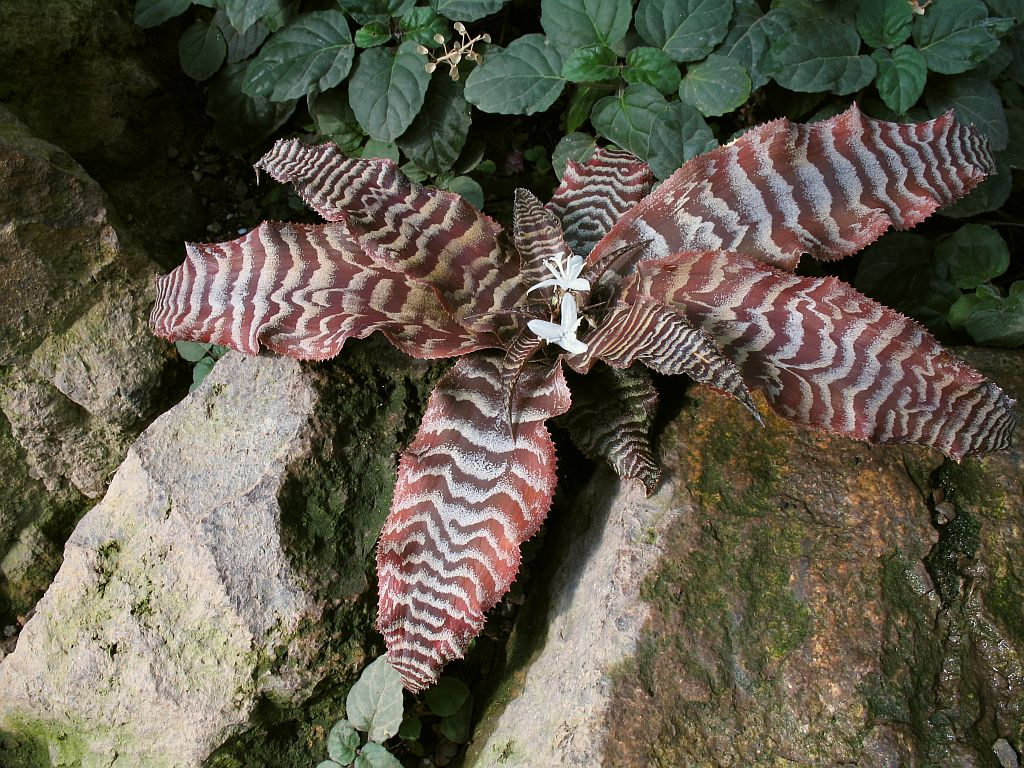
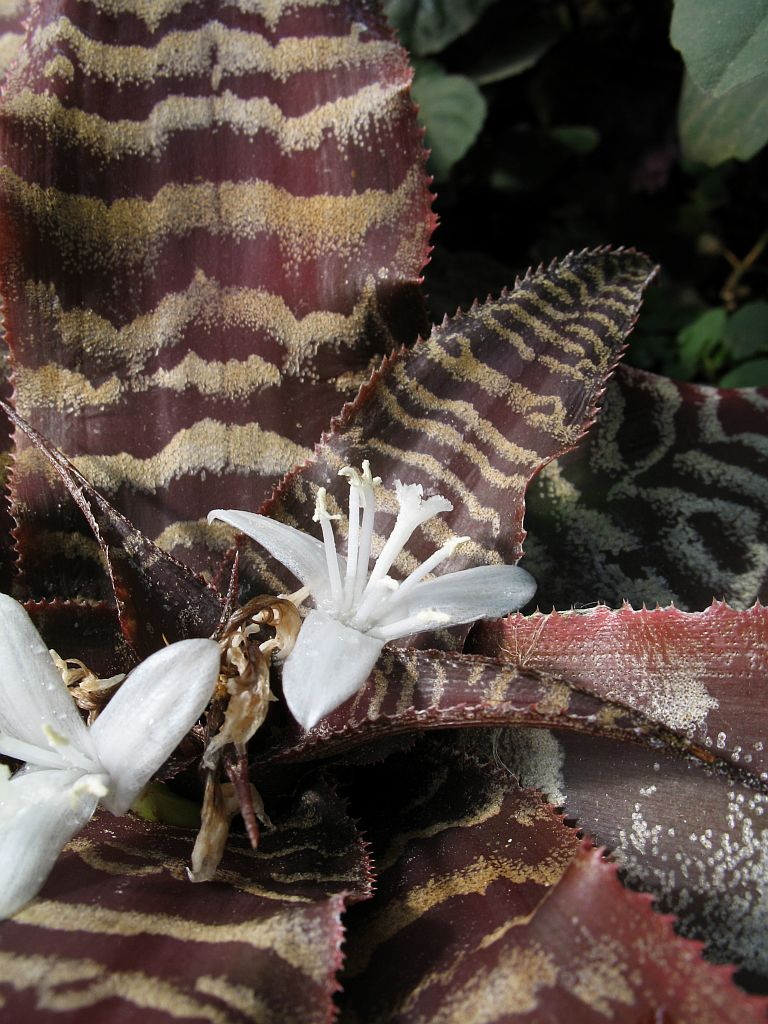
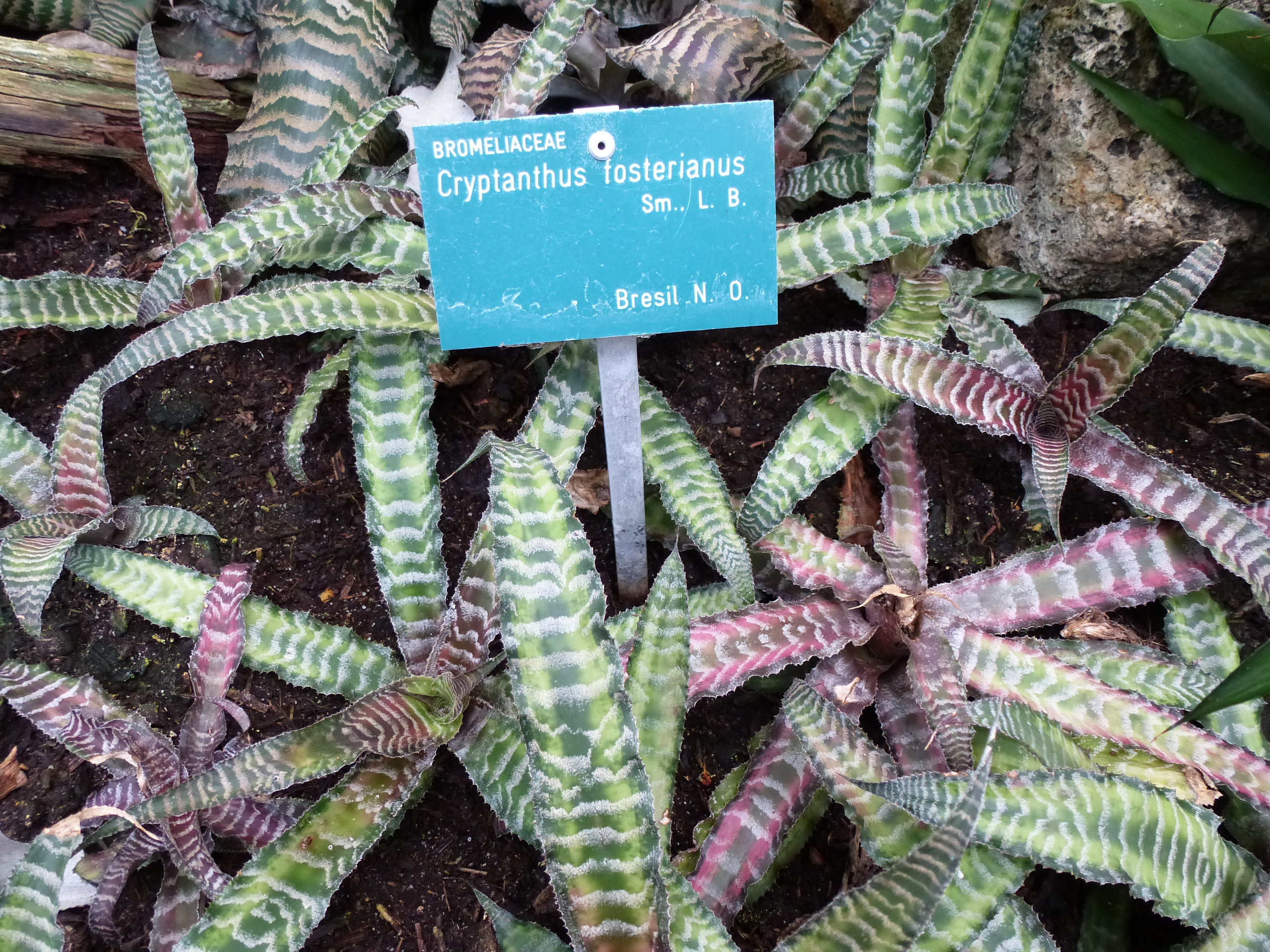